# دعهم يتحدثون (فلم)
دعهم يتحدثون (بالإنجليزية: Let Them All Talk) فيلم تلفزيوني كوميدي درامي أمريكي لعام 2020 من إخراج ستيفن سودربيرغ من سيناريو ديبورا أيزنبرغ. الفيلم من بطولة ميريل ستريب وديان ويست وكانديس بيرغن. تم الارتجال في جزء كبير من الحوار من قبل فريق الممثلين، وقام سودربيرغ بتصوير الفيلم باستخدام الضوء الطبيعي والمعدات الصغيرة على متن كوين ماري2 (سفينة عابرة محيطات بريطانية). صدر الفيلم على شبكة اتش بي اوه HBO Max في 10 ديسمبر 2020.

## طاقم التمثيل
- ميريل ستريب: في دور أليس هيوز
- كانديس بيرغن: في دور روبرتا
- ديان ويست: في دور سوزان
- جيما تشان: في دور كارين
- لوكاس هيدجز: في دور تايلر هيوز
- جون دوغلاس طومسون: في دور دكتور ميتشل
- كريستوفر فيتزجيرالد: في دور إيدي
- دانيال ألجرانت: في دور كيلفن كرانتز
- فريد: في دور فريد[7]

## أحداث الفيلم
أليس هيوز (ميريل ستريب) روائية شهيرة في نيويورك تكافح من أجل روايتها الجديدة. فازت أليس بجائزة بريطانية مرموقة يريدها وكيلها الجديد، كارين، أن تذهب وتستلمها من أجل الدعاية، وحيث ان أليس لا تحب الطيران، لذا قامت كارين بترتيب سفرها بالسفينة، ودعت أليس ثلاثة ضيوف للانضمام إليها: صديقتها منذ فترة طويلة روبرتا، التي تعمل في قسم الملابس الداخلية في متجر متعدد الأقسام في دالاس وسوزان المحامية من ولاية سياتل التي تدافع عن ضحايا العنف المنزلي، إلى جانب ابن أخيها تايلر وهو طالب من كليفلاند. هناك أيضًا ضيف غامض يرافق أليس وايضا يصاحبها وكيلتها كارين التي تصعد على متن السفينة دون علم أليس وتخطط للاقتراب منها ومعرفة أي شيء عن روايتها التالية التي لم تفصح عنها بشيء.
كانت أليس تثق إلى حد كبير في روبرتا، التي اعتبرتها كصديقة ولكنها وجدت حياتها الشخصية معروضة على صفحة على الإنترنت، وبعد أن ظهرت تلك الرواية، قبل فترة طويلة، انقطعت الصداقة، والآن يحدث لقاء أليس على ظهر السفينة مع روبرتا. تشرح أليس في حديث علني على متن السفينة، مفهومها النبيل للأدب كنوع من التواصل الروحي، وتقول انها طورت فنها عن أعمال الخيانة المفترسة. على النقيض من أليس وممارستها، هناك راكب آخر على متن السفينة، وهو كاتب غني يكتب عن الألغاز الشعبية يدعى كيلفن كرانز. يتضح ان روبرتا وسوزان من المعجبين بالكاتب كيلفن، وهم متحمسون لمقابلته وهو يوقع بمرح لحشود المعجبين به، لكن أليس تسخر من كتابته، التي تم تجميعها على أساس أنها بحث، وأنها «بانوراما» الألغاز.
تستمر أليس في رحلتها للحصول على بعض المرح في حياتها والتصالح مع ماضيها.

## استقبال الفيلم
منح موقع الطماطم الفاسدة الفيلم تقييم بمقدار 90% بناء على آراء 83 ناقد، وقال الإجماع النقدي للموقع: «جمع ستيفن سودربيرغ فريقًا عالي المواهب، وكان ذلك يكافئ الدراما أكثر مما يرقى إلى مستوى التوقعات»، ومنح موقع ميتاكريتيك تقييم للفيلم بمقدار 73% بناء على آراء 23 ناقد فني.
كتبت ليا جرينبلات من صحيفة «انترتينمنت ويكليEntertainment Weekly»: «الفيلم هو فرصة لقضاء ساعتين في مشاهدة ستريب وفرقتها وهي تحقق أقصى استفادة من نص ديبورا أيزنبرغ المالح اللذيذ، بينما المخرج، الذي يعمل أيضًا كمصور سينمائي، يصور الفيلم كله في ضوء مشع لا يرحم».

## وصلات خارجية
- دعهم يتحدثون على موقع IMDb (الإنجليزية)
- دعهم يتحدثون على موقع ميتاكريتيك (الإنجليزية)
- دعهم يتحدثون على موقع روتن توميتوز (الإنجليزية)
- دعهم يتحدثون على موقع ألو سيني (الفرنسية)
- دعهم يتحدثون على موقع قاعدة بيانات الفيلم (الإنجليزية)
- دعهم يتحدثون على موقع ليتربوكسد (الإنجليزية)
- دعهم يتحدثون على موقع كينوبويسك (الروسية)